# Lijst van voetbalinterlands Botswana - Tanzania
Deze lijst van voetbalinterlands is een overzicht van alle officiële voetbalwedstrijden tussen de nationale teams van Botswana en Tanzania. De landen hebben tot op heden drie keer tegen elkaar gespeeld. De eerste ontmoeting was een wedstrijd tijdens een vriendschappelijk toernooi in Lobamba (Swaziland) op 23 januari 1990. Het laatste duel, eveneens een vriendschappelijke wedstrijd, werd gespeeld in Dar es Salaam op 25 maart 2017.

## Wedstrijden
| № | Plaats        | Datum           | Competitie        | Wedstrijd           | Uitslag |
| - | ------------- | --------------- | ----------------- | ------------------- | ------- |
| 1 | Lobamba       | 23 januari 1990 | Vriendschappelijk | Botswana − Tanzania | 0 − 0   |
| 2 | Molepolole    | 1 augustus 2012 | Vriendschappelijk | Botswana − Tanzania | 3 − 3   |
| 3 | Dar es Salaam | 25 maart 2017   | Vriendschappelijk | Tanzania − Botswana | 2 − 0   |

## Samenvatting
| Competitie        | Totaal gespeeld | Winst Botswana | Gelijk | Winst Tanzania | Doelsaldo Botswana – Tanzania |
| ----------------- | --------------- | -------------- | ------ | -------------- | ----------------------------- |
| Vriendschappelijk | 3               | 0              | 2      | 1              | 3 − 5                         |
| Totaal            | 3               | 0              | 2      | 1              | 3 − 5                         |

Wedstrijden bepaald door strafschoppen worden, in lijn met de FIFA, als een gelijkspel gerekend.